# Juliet Berto
Juliet Berto, pseudonimo di Annie Jamet (Grenoble, 16 gennaio 1947 – Breux-Jouy, 10 gennaio 1990), è stata un'attrice e regista francese.
Interprete di alcuni film di Jean Luc Godard e Jacques Rivette, esordì alla regia negli anni ottanta; in totale diresse 4 film, tra il 1981 e il 1990, anno della sua prematura morte.

## Biografia
Juliet Berto nacque a Grenoble il 16 gennaio 1947 da una famiglia modesta: aveva due sorelle e il padre era operaio in fabbrica.
Studiò al liceo des Eaux Claires di Grenoble.
Dopo l'incontro con Jean-Luc Godard alla proiezione del film Les Carabiniers, fece la sua prima apparizione al cinema nel 1967 nel film Due o tre cose che so di lei. Recitò quindi in vari film del regista franco-svizzero, tra cui La cinese, Week-end o ancora La gaia scienza (1969), in cui interpretò "La ragazza di Lumumba e della rivoluzione culturale" e Vladimir et Rosa.
Diventò quindi la musa di Jacques Rivette, altro regista storico della Nouvelle Vague: recitò in Out 1, in Céline e Julie vanno in barca di cui fu cosceneggiatrice, e in Duelle. A proposito di questi film, Berto dirà: 
()
Nel 1973 il cantante Yves Simon le dedicò un intero album intitolato Au pays des merveilles de Juliet.
Nel 1974 iniziò a realizzare Babar basses'mother, un insieme di ritratti che in origine erano destinati a far parte di un lungometraggio, ma che per mancanza di fondi saranno inclusi in un cortometraggio.
Nel 1977, in Francia, diede vita alla pièce La Vie singulière d'Albert Nobbs di George Moore con la messa in scena di Simone Benmussa.
Negli anni ottanta si dedicò alla scrittura di sceneggiature e alla regia. Il suo film Neige, ottenne tra l'altro il Prix du jeune cinéma al Festival di Cannes del 1981.
Curiosa e polivalente, nel 1983 fu reporter cinematografica per Télélibération al Festival di Cannes e realizza alcuni reportage sul cinema internazionale su TF1.
Nel 1984 fu di nuovo davanti alla telecamera per l'antologia cinematografica Cinématon di Gérard Courant. In questa collezione Berto è il numero 441.
Morì il 10 gennaio 1990, a 42 anni, a Breux-Jouy, nel dipartimento dell'Essonne, a causa di un cancro al seno.

### Vita privata
Juliet Berto si sposò a 16 anni con l'attore e  regista teatrale Michel Berto. In seguito fu sentimentalmente legata a Jean-Henri Roger, con il quale realizzò i suoi primi due lungometraggi.

## Teatro
- 1969: Off limits di Arthur Adamov, messa in scena di Gabriel Garran, al théâtre de la Commune
- 1969: La Tempesta di William Shakespeare, messa in scena Michel Berto, Festival d'Avignon
- 1977: La Vie singulière d'Albert Nobbs di George Moore, messa in scena di Simone Benmussa, Teatro d'Orsay
- 1985: Les Nuits et les Jours di Pierre Laville, messa in scena di Catherine Dasté e di Daniel Berlioux, théâtre 14 Jean-Marie Serreau

## Filmografia parziale
- Due o tre cose che so di lei (Deux ou trois choses que je sais d'elle), regia di Jean-Luc Godard (1967)
- La cinese (La Chinoise), regia di Jean Luc-Godard (1967)
- Week-end, un uomo e una donna dal sabato alla domenica (Weekend), regia di Jean Luc Godard (1967)
- I compagni di Baal (Les Compagnons de Baal) - miniserie televisiva (1968)
- La gaia scienza (Le Gai Savoir), regia di Jean Luc Godard (1969)
- Slogan, regia di Pierre Grimblat (1969)
- Vladimir et Rosa, regia del Gruppo Dziga Vertov (1970)
- L'età selvaggia (Un Été sauvage), regia di Marcel Camus (1970)
- Out 1, regia di Jacques Rivette (1971)
- Quello che già conosci del sesso e non prendi più sul serio (Sex-shop), regia di Claude Berri (1972)
- Il clan dei francesi (Les Caïds), regia di Robert Enrico (1972)
- L'uomo in basso a destra nella fotografia (Défense de savoir), regia di Nadine Trintignant (1973)
- Il protettore (Le Protecteur), regia di Roger Hanin (1974)
- Céline e Julie vanno in barca (Céline et Julie vont en bateau: Phantom Ladies Over Paris), regia di Jacques Rivette (1974)
- Il centro del mondo (Le Milieu du monde), regia di Alain Tanner (1974)
- Il cornuto scontento (Le mâle du siècle), regia di Claude Berri (1975)
- Mr. Klein, regia di Joseph Losey (1976)
- Duelle, regia di Jacques Rivette (1976)
- I soldi degli altri (L'Argent des autres), regia di Christian de Chalonge (1978)
- Neige, regia di Juliet Berto e Jean-Henri Roger (1981)
- Murs, murs, regia di Agnès Varda (1981)
- Vita di famiglia (La Vie de famille), regia di Jacques Doillon (1985)